# مارتن ستنزل
مارتن ستنزل (بالألمانية: Martin Stenzel)‏ مواليد 18 يونيو 1946 في بولندا، هو دراج ألماني سابق. سبق أن شارك في دورة الألعاب الأولمبية الصيفية.

## روابط خارجية
- مارتن ستنزل على موقع أرشيف الدراجات (الإنجليزية)
- مارتن ستنزل على موقع أوليمبيديا (الإنجليزية)